# العربان (الدقهلية)
قرية العربان هي إحدى القرى التابعة لمركز المنزلة في محافظة الدقهلية في جمهورية مصر العربية. حسب إحصاءات سنة 2006، بلغ إجمالي السكان في العربان 669 نسمة، منهم 341 رجل و328 امرأة.